# X, Rocher
X, Rocher är en kulle i Antarktis. Den ligger i Östantarktis. Frankrike gör anspråk på området.
Terrängen runt X, Rocher är kuperad åt sydost, men åt sydväst är den platt. Havet är nära X, Rocher åt nordväst. Trakten är obefolkad. Det finns inga samhällen i närheten.